# 高橋和
高橋 和（たかはし やまと、1976年6月17日 - ）は、将棋の女流棋士。神奈川県藤沢市出身。神奈川県立鎌倉高等学校卒業。佐伯昌優九段門下。女流棋士番号は13（2011年3月31日までは28）。2005年引退。夫は、『将棋世界』元編集長で、作家の大崎善生。

## 経歴

### 女流棋士になるまで
4歳の時に交通事故に遭い、左足の切断も考えなければいけないほどの重傷を負った。
7歳の時に父が兄に将棋を教えるのを見て将棋に出会う。その後、後に師匠になる佐伯昌優八段が経営する湘南将棋道場に通うようになりそこで研鑽する。
小学6年の時に女流育成会に入会。1年目と2年目は3位に終わる。3年目にリーグトップになり、中学3年になる直前の1991年3月1日付で女流2級としてプロデビュー。

### 女流プロ入り後
デビュー直後、対局で全く結果を出していない時期から、すでにメディアやイベントなど各方面から将棋界のアイドル的な存在にされてしまい、それが何年も続くにつれて違和感を募らせたという。
しかし、それでも本業である対局や普及活動の傍ら、女流棋士の肩書でコメンテーターなどのテレビへの露出などを通して、女流棋士の存在をアピールした。
第20期女流名人戦B級リーグからA級に昇級したことにより、翌年1994年4月1日付で女流初段になる。
1997年、第9回将棋ペンクラブ大賞の一般部門の大賞を　田辺忠幸・弦巻勝・高橋和・大崎善生・土方芳枝の共著による「和とレッスン・スペシャル」（将棋世界、連載）により受賞。
2002年度には女流王位リーグ入り、また同年から三年連続女流名人リーグA級在籍するなど好調を維持していたが、普及活動に専念するために2005年2月、突然現役を引退した。多くの女流関係者も寝耳に水だったという。

### 現役引退後
現役引退後しばらくは子育てに専念する傍ら、女流棋士として講演活動、執筆活動のほか、2012年には女性向け将棋普及活動「Shogiotome」「Shogimadame」を始動。
2016年6月、東京吉祥寺に将棋スペース「将棋の森」をオープン。2018年1月「株式会社将棋の森」を設立。それらを拠点に女性や子供を中心に普及活動を行っている。

## 人物
- 夫は将棋世界元編集長で、作家の大崎善生。2003年4月に結婚。1児（男児）がいる[1][9]。
- 現役時代はアイドル扱いされ続け、プロ入り後にも酒の席であなたはタイトルは獲れないだろうがかわいいからそれだけでよいといった失礼な発言をされたり、写真撮影を望んだファンが近くにいた先輩棋士をカメラマン代わりに利用して先輩棋士を苦笑させたりで、心中複雑だったという[5]。
- NHK将棋講座の聞き手を1994年第2上半期、1998年度前期、引退後の2007年後期と三度務めた。
- 中倉彰子とは親友で、かつて将棋世界で「高橋和と中倉彰子のみんな大好き！」という連載を持っていた。[要出典]
- 子供のころの里見香奈の憧れの女流棋士が高橋和だった。あるパーティで里見に強くなる方法について聞かれ、毎日詰将棋を3問解く事と教えた。それを実践してやがて女流プロになり、さらにタイトルホルダーにまでなっていった事を誇りに思っているという[10]。
- 詰将棋の創作もおこなっており、2001年に看寿賞の短編部門を受賞（15手詰作品)。

## 昇級・昇段履歴
- 1988年00月00日 - 女流育成会入会
- 1991年03月01日 - 女流2級
- 1992年04月01日 - 女流1級
- 1994年04月01日 - 女流初段（女流名人戦A級リーグ昇級）
- 2000年04月01日 - 女流二段（昇段規定改定による昇段[11][12]）
- 2005年02月09日 - 現役引退
- 2006年04月01日 - 女流三段（引退棋士昇段規定による）

## 主な成績
- 通算 295局 143勝152敗
- 女流名人リーグA級在籍 7期（21期(1994年)、24期、26期、27期、29期、30期、31期）

### 将棋大賞
- 第47回（2019年度） 東京記者会賞

## 著書
- 女流棋士（講談社） ISBN 4062109751
- やまと先生の入門! 将棋教室（日本文芸社） ISBN 4537202416
- ぴょんぴょんしょうぎ （寄藤文平画、ポプラ社）ISBN 4591110346
- 女流棋士のONとOFF (中公新書ラクレ) ISBN 4121503724
- スイスイはさみしょうぎ （寄藤文平画、ポプラ社）ISBN 4591124282
- こども向け将棋教室 やさしい詰みの形 （マイナビ）ISBN 4839941238,ISBN 978-4839941239
- 頭の良い子は将棋で育つ (幻冬舎新書) （幻冬舎）ISBN 4344984943,ISBN 978-4344984943
- はじめての将棋練習帳（幻冬舎）ISBN 4344992113,ISBN 978-4344992115

## 出演

### ゲーム
- 千里の棋譜～現代将棋ミステリー～（2020年2月27日、KEMCO、ミスタ・ストーリーズ）※PS4/Nintendo Switch/PC（Steam）用ソフト、推理ゲーム